# In Bloom
In Bloom – singel zespołu Nirvana wydany 30 listopada 1992 za pośrednictwem DGC Records, promował album Nevermind. Utwór został napisany przez lidera grupy Kurta Cobaina i zaadresowany był do ludzi spoza społeczności muzycznego podziemia, którzy zdaniem Cobaina nie rozumieli przesłania zespołu.
Pierwszy teledysk do wczesnej wersji „In Bloom” został ukończony w 1990, jednak singel został wydany dopiero po premierze albumu Nevermind (1991). Nowy teledysk parodiował występy muzyczne z lat 60. XX wieku, tzw. variety shows i zdobył nagrodę w kategorii Best Alternative Video na MTV Video Music Awards w 1993.

## Kontekst i nagrywanie
Po raz pierwszy Nirvana zagrała utwór dzień przed zarejestrowaniem jego wersji demonstracyjnej. Basista Krist Novoselic wspominał, że nagranie pierwotnie brzmiało jak „(…) piosenka Bad Brains. Dopiero Kurt zmienił jej styl na bardziej popowy”. Cobain udał się do domu i dopracował utwór, prezentując go Novoselicowi przez telefon. Utwór został nagrany w kwietniu 1990 w Smart Studios w Madison, wyprodukował go Butch Vig. Grupa zamierzała umieścić nagrany materiał na swoim drugim albumie studyjnym, który miał być wydany za pośrednictwem niezależnej wytwórni płytowej Sub Pop. Pierwotna wersja zawierała dodatkową sekcję refrenową, jednak Vig ją usunął. Po zakończeniu procesu nagrywania utworu, jak powiedział Novoselic, Vig wyciął niepożądaną sekcję z taśmy za pomocą żyletki i wyrzucił do śmietnika. Wszystkie nagrania powstałe podczas sesji z Vigiem zostały umieszczone na kasecie demo i rozesłane do kilku wytwórni muzycznych, wzbudzając ich zainteresowanie.
Po podpisaniu kontraktu z DGC Records Nirvana rozpoczęła nagrywanie Nevermind w maju 1991. „In Bloom” była jedną z pierwszych piosenek, jakie grupa nagrała podczas sesji w Sound City Studios w Van Nuys w Kalifornii; Vig uznał, że dobrze będzie zacząć od dopracowania wersji, jaką zespół zarejestrował w Smart Studios. Aranżacje do „In Bloom” oraz innych utworów nagranych w 1990 z Vigiem pozostały niemal bez zmian; przyjęty do zespołu w 1990 perkusista Dave Grohl zastosował beat perkusyjny wypracowany przez Chada Channinga, dodał jednak nieco siły i precyzji w procesie nagrywania. Cobain śpiewał piosenkę coraz „ciężej” w trakcie procesu nagrywania, przez co Vig miał kłopoty z dostosowaniem poziomu głośności zwrotek i refrenu. Producent powiedział później, że musiał wejściową głośność zmieniać „w locie” i liczyć na to, że Cobain „nie zmieni sposobu śpiewania zwrotek lub nie zrobi czegoś innego” w trakcie nagrywania.
Cobain zdecydował nie wykonywać nakładek do harmonijnej partii wokalnej w czasie sesji nagraniowej w Smart Studios, prawdopodobnie w związku z ograniczeniami czasowymi. W czasie sesji do Nevermind partie harmonijne śpiewał Grohl. Perkusista początkowo miał problemy z utrzymaniem rytmu, ostatecznie jednak udało mu się spełnić oczekiwania Viga. Producent zmuszony był niejednokrotnie nakłaniać Cobaina, przeciwnego robieniu kilku podejść tego samego fragmentu, do nagrywania dodatkowych nakładek. Przekonał go słowami: „John Lennon też to robił”. Po zdublowaniu wokalu Cobaina Vig zdecydował się zrobić to samo z harmonijną partią wokalną Grohla.

## Kompozycja
Podobnie jak w wielu innych utworach Nirvany, w „In Bloom” przeplatają się ciche zwrotki i głośne refreny. Cobain użył wzmacniacza gitarowego firmy Mesa Boogie do nagrania zwrotek, przełączając się na wzmacniacz Fender Bassman w czasie refrenów (co zasugerował Vig) dla uzyskania cięższego, dwukanałowego dźwięku. Partie instrumentalne Novoselica i Viga były nieskomplikowane; Grohl powiedział, że było „niepisaną zasadą”, by unikać niepotrzebnych dźwięków perkusji. W trakcie refrenów Cobain i Grohl harmonizują swoje partie w czasie śpiewania wersów: He’s the one / Who likes all our pretty songs / And he likes to sing along / And he likes to shoot his gun / But he knows not what it means. Wstęp do utworu powtarza się na końcu każdego refrenu.
Tekst utworu zaadresowany jest do ludzi spoza sceny alternatywnej, którzy zaczęli uczęszczać na koncerty zespołu po wydaniu Bleach. Biograf zespołu Michael Azerrad napisał: „Warto zauważyć, że [tekst] jeszcze bardziej zwiększył popularność grupy”. Azerrad skomentował również refren: „Błyskotliwą ironią jest to, że refren jest tak chwytliwy, że miliony ludzi rzeczywiście śpiewają go razem z zespołem [jak bohater utworu]”. Charles R. Cross w swej biografii Cobaina („Heavier Than Heaven”) stwierdza, że utwór to „nieco zakamuflowany portret” znajomego Cobaina, Dylana Carlsona.

## Wydanie i recepcja
„In Bloom” został wydany jako czwarty singel z albumu Nevermind w listopadzie 1992. Singel został wydany oficjalnie jedynie w Wielkiej Brytanii, w Stanach Zjednoczonych ukazały się jedynie darmowe kopie promocyjne. Edycja winylowa (7") i kasetowa zawierały koncertową wersję utworu „Polly” (jako strona B), zaś wersja na CD i 12-calowej płycie gramofonowej zawierała koncertową wersję utworu „Sliver”; obie piosenki zostały nagrane podczas koncertu 28 grudnia 1991. Singel osiągnął 28. miejsce na liście UK Singles Chart. Mimo braku oficjalnego wydania amerykańskiego, piosenka uplasowała się na 5. miejscu listy Album Rock Tracks.
Biograf Nirvany Everett True napisał wyjątkowo niepochlebny artykuł w magazynie Melody Maker, oskarżając singel o żerowanie na sukcesie Nevermind. True napisał: „Łup łup i cholerne łup. Wybaczcie mi, jeśli nie wydaję się zbyt przejęty. Piosenka nadużyła mojej bezkrytyczności. To jest jak dojenie ledwo dychającej (świętej) krowy, albo coś w tym rodzaju. Bardzo słabe koncertowe wykonania utworów »Polly« i »Sliver« nie ratują sytuacji”.

## Teledysk
Nirvana nakręciła pierwszą wersję teledysku dla „In Bloom” w 1990 na potrzeby kompilacji wideo Sub Pop Video Network Program (1991). Przedstawiał on proces nagrywania piosenki w Smart Studios. Widać w nim również członków zespołu spacerujących po dolnym Manhattanie – na filmie umieszczone są takie obiekty jak South Street Seaport, Lower East Side i Wall Street. W trakcie nagrywania filmu Novoselic ogolił głowę na znak pokuty za słaby koncert, jaki Nirvana zagrała w Nowym Jorku. Incydent ten spowodował niekonsekwencję w teledysku – końcowe ujęcia pokazują basistę dwukrotnie – raz z włosami, raz z ogoloną głową. Wideo pojawiło się na kompilacji niewydanych wcześniej utworów Nirvany, With the Lights Out (2004).
Druga wersja teledysku, stworzona w celu promowania wydanego w 1992 singla, została wyreżyserowana przez Kevina Kerslake’a, który wcześniej zrealizował widea do utworów „Come as You Are” i „Lithium”. Pierwotnym pomysłem Cobaina na teledysk była historia dziewczynki urodzonej w środowisku Ku Klux Klanu, która pewnego dnia zdaje sobie sprawę, jak okrutni są członkowie tej organizacji. Koncepcja wokalisty okazała się zbyt ambitna, więc Cobain postanowił zamiast tego sparodiować występy zespołów w programach telewizyjnych z początku lat 60., np. The Ed Sullivan Show. Humorystyczny wydźwięk teledysku wziął się stąd, że Cobain był „bardzo zmęczony i zdenerwowany tym, że ludzie biorą nas tak bardzo na poważnie... chciałem porobić sobie jaja i pokazać, że my też mamy poczucie humoru”. Kerslake nagrał film za pomocy starej kamery kineskopowej, zespół zaś zaimprowizował utwór. Nirvana jest przedstawiana rozszalałej, złożonej z nastoletnich fanek publiczności przez Douga Llewelyna, byłego prowadzącego z programu The People’s Court. Wrzask publiczności jest słyszalny w każdym momencie teledysku. Członkowie grupy, których prowadzący nazywa „przyzwoitymi i klawymi facetami”, występują ubrani w stylu The Beach Boys; Cobain nosi okulary powodujące zamglenie obrazu, Novoselic zaś jest krótko ostrzyżony (fryzura spodobała się muzykowi tak bardzo, że postanowił ją pozostawić). Pod koniec teledysku grupa niszczy wszystkie swoje instrumenty.
Nagrane zostały trzy wersje teledysku Kerslake’a. Cobain po pewnym czasie postanowił zastąpić pierwszą wersję wideo nowym ujęciem, w którym członkowie zespołu ubrani są w spódniczki zamiast garniturów. Właściciele programu alternatywno-rockowego 120 Minutes, obecnego na antenie MTV, nalegali na wyemitowanie premiery teledysku, wokalista doszedł jednak do wniosku, że program nie odda we właściwy sposób szyderczego przesłania teledysku. Zmontowano więc nową wersję wideo, stanowiącą kompilację ujęć przedstawiających zespół zarówno w spódniczkach, jak i w garniturach. Oryginalna wersja teledysku nie została nigdy oficjalnie odtworzona w telewizji. Film zdobył nagrodę MTV Video Music Awards w 1993 w kategorii najlepszy teledysk alternatywny oraz zajął 1. miejsce w zestawieniu Village Voice Pazz & Jop (1992).

## Spis utworów
Wszystkie utwory napisał Kurt Cobain.
7" winyl, kaseta
1. „In Bloom” – 4:17
2. „Polly” (na żywo) – 2:47

12" kolorowy winyl, CD
1. „In Bloom” – 4:17
2. „Sliver” (na żywo) – 2:06
3. „Polly” (na żywo) – 2:47

## Pozycje na listach przebojów
| Lista (1992)                        | Pozycja |
| ----------------------------------- | ------- |
| Stany Zjednoczone (Mainstream Rock) | 5       |
| Irlandia (Irish Singles Chart)      | 7       |
| Nowa Zelandia                       | 20      |
| Wielka Brytania (UK Singles Chart)  | 28      |
| Szwecja                             | 30      |
| Holandia (Single Top 100)           | 87      |